# Horneado

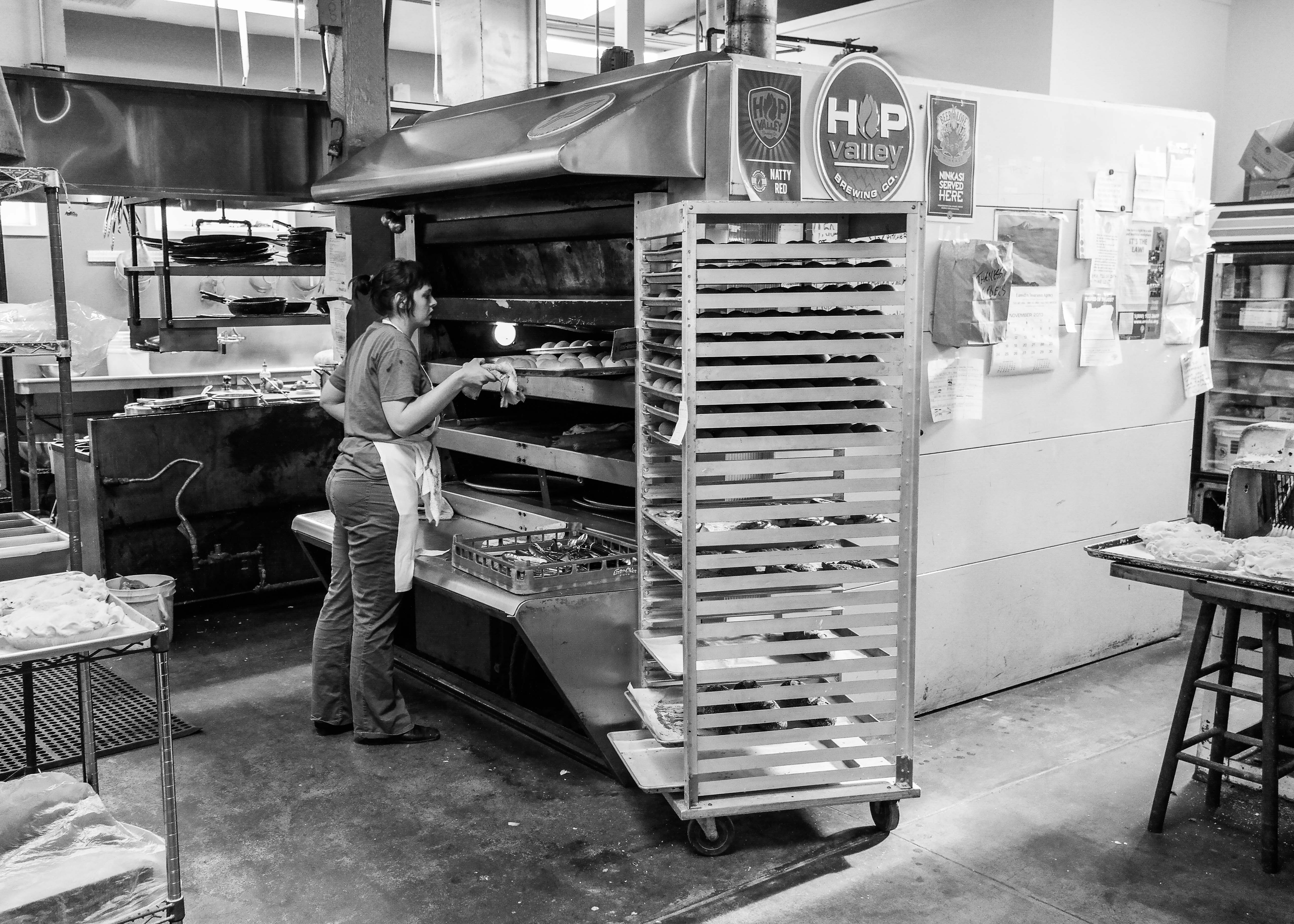
Horno de panadería.

El horneado es el proceso de cocción por medio de calor seco que generalmente se efectúa en un horno. Consiste en someter a un alimento a la acción del calor bajo un tiempo determinado, pero sin mediación de ningún elemento líquido.
Algunos de los alimentos que comúnmente se hornean: el pan, las galletas, los pasteles y los bizcochos. En levadura de panadero, el bicarbonato de sodio; materia grasa como la manteca y el aceite vegetal; huevos, leche y azúcar. Estos ingredientes se mezclan para crear una masa o pasta que después se coloca en una cacerola o bandeja, para calentarla.
Los fermentos producen gas, el cual queda atrapado en el interior de la masa, lo que provoca que esta aumente de tamaño. La grasa permite que las pastas sean más fáciles de amasar y que el producto final sea más blando.